# غريت جيني
غريت جيني (بالألمانية: Grete Jenny)‏ هي عداءة سريعة نمساوية، ولدت في 27 فبراير 1930 في كابفنبرج في النمسا، وتوفيت في 15 نوفمبر 2015 في بروك ان دير مور في النمسا.

## وصلات خارجية
- غريت جيني على موقع أوليمبيديا (الإنجليزية)